# Geffen Records
Geffen Records è una etichetta discografica statunitense, parte del gruppo Interscope-Geffen-A&M a sua volta posseduto dall'Universal Music Group.

## Storia
Fondata nel 1980 dall'impresario David Geffen, il fondatore della Asylum Records, mediante un accordo con la Warner Brothers Records, la quale forniva i fondi per le operazioni e in cambio si assicurava il 50% dei profitti.
Il primo artista andato sotto contratto con l'etichetta è stata l'icona della disco music Donna Summer, di cui l'album The Wanderer divenne la prima pubblicazione, compiuta nel 1980. Un altro dei primi dischi che la neonata Geffen si è assicurata è Double Fantasy, l'ultimo album registrato da John Lennon (e il primo di inediti in cinque anni), prima della sua morte. I tragici eventi hanno portato quest'album a vendite stratosferiche e alla Geffen i suoi primi numeri uno nelle classifiche.
Col passare degli anni, la Geffen si specializzò nella firma di artisti già famosi, come Elton John, Cher, Neil Young, gli Asia, Peter Gabriel exc. Pubblica due singoli di Madonna nel 1985 e inizia a sondare i territori più rock grazie ad artisti come Whitesnake, Guns N' Roses e Aerosmith. Questo ha portato la Geffen a creare la sussidiaria DGC Records, specializzata in suoni più progressive, che avrebbe poi abbracciato le avanguardie dell'alternative e del grunge come Nirvana e Sonic Youth.
Nel 1990, allo scadere del contratto con la Warner, David Geffen ha venduto l'etichetta alla MCA Inc. (che diventerà poi Universal Music Group), con un accordo fino al 1995. La UMG successivamente avrebbe acquistato la PolyGram nel 1998, creando i presupposti per un riassestamento generale del panorama delle etichette, che risultò nella fusione tra Geffen e A&M Records nella Interscope Records. Nonostante continuasse a esistere, ora l'importanza e la portata dell'etichetta erano ridimensionati e posti in secondo piano rispetto alla crescita della Interscope. La sussidiaria DGC invece cessò di esistere.
Negli anni 2000, nonostante ancora procedesse in posizione secondaria rispetto alla Interscope, la Geffen continuò a fare buoni affari, tanto da incorporare in sé la MCA Records, e portando ad una diversificazione dall'omogeneo pop/rock che aveva caratterizzato l'attività della casa, con artisti come Mary J. Blige. Nel frattempo, ha acquisito anche la DreamWorks Records, portandosi col tempo ormai a riguadagnare una posizione di quasi parità rispetto alla Interscope, grazie anche alla firma di artisti di fama mondiale come i Counting Crows, Nelly Furtado, Snoop Dogg, The Game (arrivato dalla Aftermath, sempre sotto Interscope), blink-182, The Cure, Avicii e Ashlee Simpson.